# Ron McLarty
Ron McLarty (East Providence, 26 april 1947 - New York, 8 februari 2020) was een Amerikaans acteur en auteur.

## Biografie
McLarty begon in 1971 met acteren in het theater met het toneelstuk Moonchildren en heeft hierna nog meerdere rollen gespeeld in het theater.
McLarty begon in 1977 met acteren voor televisie in de film The Sentinel. Hierna heeft hij nog meerdere rollen gespeeld in films en televisieseries zoals Daniel (1983), Heartburn (1986), Spenser: For Hire (1985-1988), Ed (2002-2003) en Law & Order (1991-2008).
McLarty had geluk om een succesvol acteur te worden, met zijn schrijven wilde het niet lukken totdat Stephen King hem ontdekte door zijn eerste boek The Memory of Running. Nadat King hem prees voor zijn werk ging de ontvangst daarvan een stuk beter en besloot McLarty om meer boeken te schrijven wat goed ontvangen werd. 
McLarty trouwde in 1969 en zij kregen samen drie kinderen. Op 8 juli 2002 stierf zijn vrouw aan de gevolgen van kanker. In 2004 trouwde hij met actrice Kate Skinner. Vanaf 2014 leed hij aan dementie. In februari 2020 stierf hij op 72-jarige leeftijd.

## Filmografie

### Films
Selectie:
- 2014 St. Vincent - als schoolhoofd O'Brien
- 2010 How Do You Know – als advocaat van George
- 1997 The Postman – als oude George
- 1986 Heartburn – als rechercheur Andrew O'Brien
- 1983 Daniel – als gevangenisbewaker
- 1978 Bloodbrothers – als Mac

### Televisieseries
Uitgezonderd eenmalige gastrollen.
- 2009 Rescue Me - als dr. Wellins - 3 afl.
- 2008 The Return of Jezebel James - als Ronald Tompkins - 3 afl.
- 2006 - 2008 Murder by the Book - als verteller (stem) - 8 afl.
- 2002 - 2003 Ed - als Jerry Dobbs - 3 afl.
- 2000 - 2002 Courage the Cowardly Dog - als de generaal (stem) - 39 afl.
- 1998 - 2000 Law & Order - als rechter William Wrigh - 4 afl.
- 1996 Champs - als coach Harris - 12 afl.
- 1990 Cop Rock - als Ralph Ruskin - 11 afl.
- 1985 - 1988 Spenser: For Hire - als brigadier Frank Belson - 65 afl.

### Computerspel
- 2003 Batman: Dark Tomorrow – als stem

## Boeken
- 2009 The Dropper – ISBN 0307704599
- 2004 The Memory of Running - ISBN 0670033634
- 2008 Art in America - ISBN 0670018953
- 2007 Traveler - ISBN 0670034746

- Bibsys: 98040367
- Biblioteca Nacional de España: XX1632489
- Bibliothèque nationale de France: cb14612427k (data)
- Gemeinsame Normdatei: 131362275
- International Standard Name Identifier: 0000 0000 6323 6759
- Library of Congress Control Number: no96025672
- MusicBrainz: 8b25374c-6d51-44c4-a36c-1d8d76745d26
- Bibliotheek van het Japanse parlement: 01059872
- Nationale Bibliotheek van Tsjechië: xx0268244
- Nationale Bibliotheek van Israël: 987007297361205171
- Nationale Bibliotheek van Polen: a0000001867352
- Nederlandse Thesaurus van Auteursnamen: 267125054
- SNAC: w64t8n1p
- Système universitaire de documentation: 085187585
- Virtual International Authority File: 55277878
- WorldCat: E39PBJwmPW67vqKFPGbMw6mWXd